# Chat d'argent
Ceci est un article sur la créature légendaire, pour voir l’éditeur de jeux de sociétés, voir Matagot (éditeur)

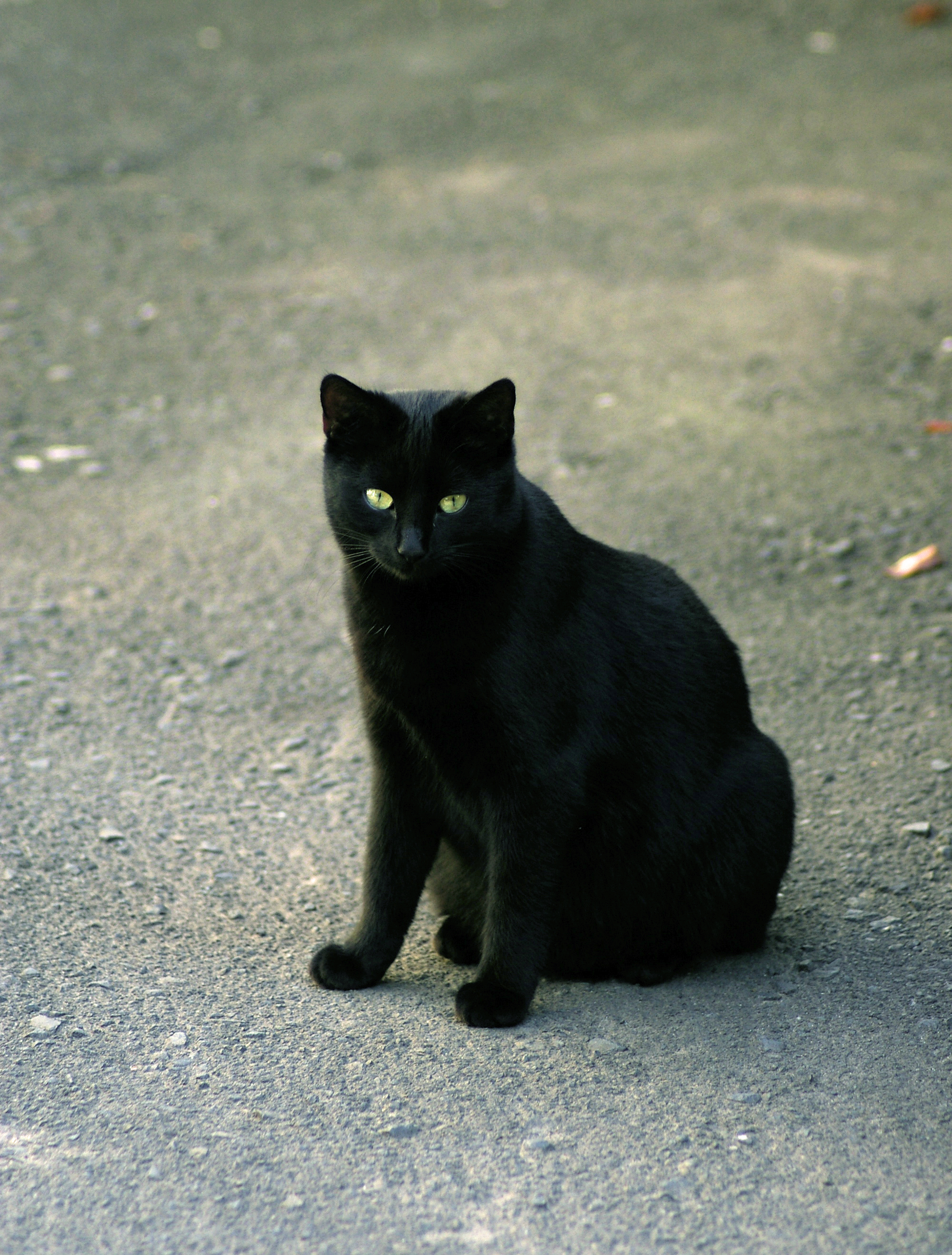
Le chat d'argent est toujours de couleur noire.

Le chat d'argent, mandragot ou matagot est, dans le folklore de Bretagne, de Gascogne, de Provence, et du Languedoc, un chat généralement noir et diabolique obtenu par un sorcier en échange de son âme. Il est censé se promener dans quelques lieux mystérieux pendant la nuit, et revenir à l'aube avec un stock de louis d'or pour son maître. Si celui-ci le néglige ou ne le récompense pas, le chat s'offense et peut se venger cruellement. Parfois, ce chat serait censé servir non pas un, mais neuf maîtres, et conduire le dernier en enfer.
Le chat d'argent est lié aux nombreuses superstitions attachées au chat noir, qui entraînèrent souvent une profonde crainte de cet animal chez les populations qui le considéraient comme porte malheur, et des persécutions allant jusqu'aux procès de chats pour sorcellerie.

## La sorcellerie et le chat

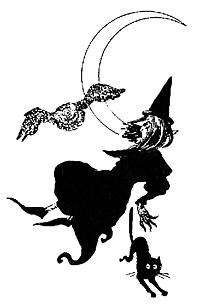
Image traditionnelle de la sorcière.

Le chat a plutôt bonne réputation dans l'Europe du haut Moyen Âge, surtout à la campagne, où les paysans l'apprécient pour ses talents de chasseur.  Saint Patrick puis le pape Grégoire le Grand déclarèrent  leur affection pour le chat. Le chat bénéficiait encore d'un respect certain au XIe siècle lorsque les premières hordes de rats noirs arrivèrent en Europe pour dévorer les céréales et les fruits.
En 1233, la bulle  Vox in Rama du pape Grégoire IX, créateur de l'Inquisition médiévale, considère que le chat, comme le crapaud, est une incarnation du Diable  et déclare que toute personne abritant un chat noir risque le bucher. 
La résurgence du culte de Freyja, la déesse germano-scandinave de la fécondité, vers le milieu du XIVe siècle entraîna l'association du chat et des cultes infernaux, manifestement en raison de son adoration passée de la part des païens et surtout de la réflexion de la lumière dans ses yeux, qui passait pour être les flammes de l’Enfer. Dans la symbolique médiévale, le chat était associé à la malchance et au mal, d’autant plus quand il était noir, ainsi qu’à la sournoiserie et à la féminité. Son comportement sexuel démonstratif, son grand besoin de sommeil considéré comme de la paresse et ses vagabondages ont contribué à lui forger une image négative. C’était un animal du diable et des sorcières. On lui attribuait des pouvoirs surnaturels, dont la faculté de posséder sept ou neuf vies. Chez les chats noirs, couleur associée au diable, seule une tache blanche sur le poitrail ou le cou leur permettait la clémence car on considérait que c'était une manifestation divine. Le chat, tout particulièrement noir est considéré comme un sorcier métamorphosé ou un démon familier.
Le pape Innocent VIII promulgua un édit en 1484 qui conduisit au sacrifice des chats pour les fêtes populaires, ce qui marqua une grande période de persécution pour le félin. Cet édit eut un impact important sur les couches populaires, particulièrement fanatique, puis s'étendit lentement sur la noblesse. L'inquisition réunissait dans un même feu de joie les hérétiques, les sorcières, les assassins et les chats pour la nuit de la Saint Jean. Sur les grands places de bon nombre de communes, les villageois, érigeaient des bûchers dans lesquels ils jetaient les chats qu'ils avaient capturés.
Le chat était considéré comme le déguisement du diable sur Terre pour ses visites, et fut condamné ainsi que ses maîtres les sorciers et les sorcières. Selon certaines sources, ils furent alors nombreux à être brûlés vif sur les places publiques. D'autres affirment cependant que les rares enquêtes de grande envergure menées dans les archives infirment cette hypothèse. Les condamnations de chats au bûcher seraient aussi marginales que celles de coqs et l'on y trouverait plus de crapauds ou de loups.

## Dénomination
En Gascogne, le chat d'argent est appelé « mandragot ». Un sorcier de Gascogne aurait été étranglé par ses chats d'argent qu'il avait délaissés une fois sa fortune faite. En Provence, le chat d'argent est appelé « matagot ». L'appellation chat d'argent est plutôt réservée à la Bretagne. Dans plusieurs régions au sud de la Loire, l'« herbe du matagot » ou « herbe du Matangon » désigne la mandragore.

## Contenu de la légende

### Description
Le chat d'argent est un chat généralement noir et diabolique obtenu par un sorcier en échange de son âme. Il est également paresseux car il ne chasse pas les souris et se contente de manger à sa faim ce qu'on lui propose. Certaines légendes content même que le chat d'argent réclame le lait des femmes allaitantes. D'autres précisent que le chat doit être nourri avec la première bouchée de chaque plat. Il est censé se promener dans quelques lieux mystérieux pendant la nuit, et revenir à l'aube avec un stock de louis d'or pour son maître. D'autres versions précisent qu'il faut lui donner un louis d'or le soir en lui demandant de faire son devoir, et le lendemain, ce chat rapporte plusieurs louis d'or. Si son maître le néglige ou ne le récompense pas, le chat s'offense et peut se venger cruellement.
Parfois, ce chat serait censé servir non pas un, mais neuf maîtres, et conduire le dernier d'entre eux en enfer,. Selon une autre légende, le chat doit absolument être donné avant sa mort, sinon l'agonie sera longue et douloureuse.

### Obtention d'un chat d'argent
En Bretagne, ceux qui souhaitaient se procurer un chat d'argent se rendaient à un carrefour où se croisaient cinq routes et invoquaient l'Abominable. Un chat noir arrivait alors, accompagné de divers animaux, dont un autre chat qui appartient au sorcier en échange de son âme. Une fois l'animal chez lui, le sorcier devait lui confier une bourse contenant une certaine somme d'argent. Le chat disparaissait alors, et revenait le lendemain avec le double de cette somme.
Une autre légende considère qu'on peut capturer un chat d'argent en restant plusieurs nuits à l’affût devant la croisée de quatre chemins, puis en l'attirant avec une poule morte pour le capturer. Une fois le chat d'argent mis dans un sac, la personne doit rentrer chez elle sans se retourner, quoi qu'elle puisse entendre derrière elle. Ensuite, le chat doit être enfermé dans un coffre, puis nourri jusqu'à ce qu'il soit complètement apprivoisé. Il trouvera par la suite une pièce dans le coffre tous les matins.

## Arnaque
Les arnaques concernant les chats noirs se multiplièrent. Ainsi, au XIXe siècle, à Belle-Isle-en-Terre, un homme acheta un jour à une vieille femme se prétendant sorcière un mandragot pour 300 francs. Au bout de huit nuits, le chat ne lui apporta rien. L'homme déposa plainte contre celle qui l'avait spoliée auprès du juge de paix, et celui-ci la condamna à reverser la somme qu'elle avait encaissée indûment,.

## Chats pouvant être considérés comme des matagots
Même si aucun pacte diabolique n'est scellé, le chat botté peut être considéré comme un chat d'argent. Seul héritage du cadet d'une fratrie de trois enfants, le chat botté apportera gloire et richesse à son maître. La légende de Dick Whittington, qui devint maire de Londres grâce à son chat, peut également être considérée comme celle d'un matagot.

## Dans la culture populaire
- Dans le film Les Animaux fantastiques : Les Crimes de Grindelwald, des matagots gardent le ministère de la magie française. Leur description n'a cependant rien à voir avec les légendes.
- Dans le jeu vidéo Persona 5, le personnage de Morganna, est un bakeneko (chat-métamorphe) au pelage noir, amateur de trésor et un proche compagnon du personnage principal du jeu.